# Hualapai Mountains
Hualapai Mountains je pohoří ve středo-jižní části Mohave County, na západě Arizony, ve Spojených státech amerických. Leží jižně od Interstate 40, něco přes 100 kilometrů jihozápadně od Národního parku Grand Canyon a okolo 160 kilometrů jihovýchodně od Las Vegas. Nejvyšší horou pohoří je Hualapai Peak (2 566 m).
Název pohoří Hualapai pochází z názvu indiánského kmene Hualapai, což značí lidé z vysokých borovic. Kmen původně v tomto pohoří žil než byl v roce 1870 přemístěn do indiánské rezervace.
Tato indiánská rezervace se nachází několik desítek kilometrů severně, v západní části Velkého kaňonu.